# Vitalic
Vitàlic és el nom artístic de Pascal Arbez, a vegades pot ser que utilitzi el sobrenom de DIMA. És discjòquei i productor de música electrònica (techno o electro entre altres estils). Les males llengües diuen que va néixer a Ucraïna i se'n va anar a viure a Alemanya quan va caure el mur de Berlín, però realment va néixer a França el 1976, els seus pares són italians.
Les seves bios estan escrites per ell mateix així que no sabem si és cert que Vitàlic va decidir deixar de tocar la "trubka", un instrument tradicional de la seva Ucraïna natal, per començar a compondre música electrònica en un col·lectiu instal·lat a prop de Múnic. Va ser llavors quan des de França el segell Kobayashi Records es va fixar en ell i decidí editar el seu primer EP el juny del 2001. Més tard va arribar el seu disc més famós, "Poney EP" –dedicat a tots els "poneys" de fira i el seu dolor en silenci- a Gigolo Records.
Va assolir la fama recentment pel seu tema My friend Dario del seu últim LP Ok Cowboy, publicat el 2005 i pel seves participacions en viu conjuntament amb Miss Kittin i The Hacker entre d'altres. Té un estil molt característic i únic en totes les seves sessions i cançons, amn influències del hard-techno, l'electrònica dels 80 i l'anomenat electroclash.
Una selecció de discjòqueis o músics que admira són: Daft Punk, Sparks, Crash Course in Science, Valerie Dore, Giorgio Moroder, The White Stripers, etc.

## Trajectòria
Va treure el seu primer 12" el 1996 amb el segell Citizen Records, discogràfica començada per ell mateix i els seus amics. Arbez va fer servir el sobrenom de DIMA fins al 2000, quan es va canviar per Vitalic.
Va enviar el seu treball a International DJ Gigolo, el segell que va publicar Poney EP el 2001. Aquests temes han estat fets servir en moltíssimes sessions d'artistes com Aphex Twin, Princess Superstar i 2 Many DJs (La Rock 01 sona en el famós megamix As Heard On Radio Soulwax pt. 2). Els següents "singles" no arribaran fins al 2004 i no és fins a la primavera del 2005 quan treu el tema anomenat My Friend Dario, un dels temes més comercials i popers de Vitalic fins a l'actualitat, present en moltíssims recopilatoris del 2005 com per exemple Razzmatazz #05. A partir d'aquell moment, els nous temes han anat sent recopilats en el seu únic àlbum: OK Cowboy. Pascal Arbez descriu aquest cd com un mix sobre "Música dance, experimental, òrgans i música francesa"
El 2006 va reeditar el seu arxi-famós "Ok Cowboy" en un doble Cd "Collector's Edition". El 2n disc conté alguns temes inèdits i remescles de temes ja coneguts.
A les acaballes del 2007 publica un esperadíssim nou àlbum: "V-Live", un directe enregistrat a la sala AB de Brussel·les que, malgrat ser un directe, conté 14 temes, 8 d'ells inèdits i fins i tot poc utilitzats per ell fins aleshores en els seus sets: "Anatoles", "The 30.000 Feet Club", "Follow The Car" o "Go Ahead" són alguns temes molt destacables.
Aquest disc, amb els nous temes que conté, dona pistes del subtil canvi que esdevé durant el 2007 i 2008 i que avui dia està acabant de dibuixar un Vitalic lleument més suau i melòdic, que en el que queda d'any ha de plasmar-se en un nou àlbum no oficialment anunciat per a finals d'any o primers del 2009. Per abans de l'estiu de 2008 s'espera algun nou 'maxi' o 'EP'.

## Discografia

### Àlbums
OK Cowboy (2005)

- Polkamatic
- Poney, Pt. 1
- My friend Dario
- Wooo
- La rock 01
- The Past
- No Fun
- Poney, Pt. 2
- Repair Machines
- Newman
- Trahison
- U and I
- Valletta Fanfares

OK Cowboy - Collector's Edition (2006, 2 Cd's)
V-Live (2007)

- Polkamatic
- Disco Nouveau - live intro
- Bambalec
- Anatoles
- Follow The Car
- Bells
- The 30000 Feet Club
- Rhythm In A Box 1 & 2
- La Rock 01
- "Filth'n'Dirt" Go Ahead (Vitalic Garage mix)
- My Friend Dario
- No Fun (Play the guitar Johnny)
- Fast Lane
- Valletta Fanfares - live outro version

### Singles - EP
- 2001 : Poney EP (International Deejay Gigolo Records)
- 2001 : Vital Ferox - Absolut avec Alessandro Farac (alias Al Ferox)
- 2002 : A Number of Names - Shari Vari (The Hacker & Vitalic Remix) (International Deejay Gigolo Records)
- 2003 : To L'An-fer From Chicago (12") (Error 404)
- 2004 : Fanfares (12") (Different Records)
- 2005 : Mix From The Debut Album OK Cowboy (Different Records)
- 2005 : My Friend Dario (Different Records)
- 2005 : No Fun (Different Records)
- 2006 : Bells EP (Different Records)
- 2009 : Disco Terminateur EP (Citizen Records)
- 2009 : Poison Lips EP (Citizen Records)
- 2010 : Second Lives (Citizen Records)
- 2012 : Stamina
- 2013 : Fade away
- 2016 : Film Noir EP (Correspondant Records/Citizen Records)

### Remescles
- A Number of Names - Shari Vari (The Hacker & Vitalic Remix) (International Deejay Gigolo records / 2002)
- Manu le Malin - Ghost train (Vitalic remix) (Bloc 46 records / 2002)
- Giorgio Moroder - The Chase (PIAS / 2003)
- Daft Punk - Technologic (Virgin records / 2005)
- Röyksopp feat. Karin Dreijer - What Else Is There ? (2005)
- Björk - Who is it (2005)
- Teenage Bad Girl - Hands Of A Stranger (2007)
- Agoria - La Plantilla:11e Marche (Cosmo Meets Vitalic Remix) (PIAS / 2008)
- Aphex Twin - Windowlicker (PIAS / 2008)
- Demon vs Heartbreaker - You Are My High (Vitalic Version) (PIAS / 2008)
- Detroit Grand Pubahs & Dave The Hustler - Go Ahead (PIAS / 2008)
- Lady B - Swany (PIAS / 2008)
- Miss Kittin & The Hacker - 1982 (PIAS / 2008)
- The Hacker - Fadin' Away (Dima Remix) (Goodlife / 2000 - PIAS / 2008)
- Useless - Red X (Dima Cymbalistic Remix) (PIAS / 2008)
- Basement Jaxx - Cish Cash (PIAS / 2008)
- Bolz Bolz - Take A Walk (Neo-Romantic Dima Mix) (PIAS / 2008)
- Codec & Flexor - Time Has Changed (PIAS / 2008)
- Crash Course In Science - Cardboard Lamb (PIAS / 2008)
- Elegia - The Essence Of It (Dima Mix) (PIAS / 2008)
- Kiki - Atomic (PIAS / 2008)
- Moby - Go (PIAS / 2008)
- Scratch Massive - Ice Breaker (Dima Remix) (PIAS / 2008)
- Slam feat. Dot Allison - Visions (PIAS / 2008)
- Birdy Nam Nam - The Parachute Ending (2009)
- Jean Michel Jarre - La Cage & Erosmachine (2010)
- Amadou & Mariam - Sabali (2010)
- Crystal Castles - Suffocation (2011)
- The Dø - Slippery Slope (2011)
- Paul Kalkbrenner - Altes Kammufel

### Anomenat com DIMA
L'àlter ego de Vitalic comença el 2001; uns anys abans va estar treballant com a Dima, tot i que per desavinences amb un anterior segell discogràfic no acostuma a fer referència a aquest "nick" en públic ni en entrevistes.
- "Take A Walk", Bolz Bolz (Neo-Romantic Dima Remix)
- "Fadin' Away", The Hacker(Dima Remix)
- "The Realm", C'hantal (Kilometric Mix)
- "You Know", Hustler Pornstar (Dark Tech Mix)
- "The Essence Of It", Elegia (Dima Mix)
- "U Know What U Did Last Summer", Hustler Pornstar - (Dima Mix)
- "Ice Breaker", Scratch Massive - (Dima Mix)
- "My Friend Dario", Vitalic (Dima Prefers New Beat Mix)(2005)
- "Red X", Useless - (Cymbalistic Remix By Dima)

### Altres sobrenoms, grups i projectes paral·lels
- Hustler Pornstar
- The Silures, with Linda Lamb
- Vital Ferox, with Al Ferox

## Actuacions en directe
És normal que Vitalic col·labori i actuï conjuntament amb altres artistes com per exemple els companys de la discogràfica International DeeJay Gigolo Records i més recentment altres artistes del seu propi segell Citizen Records.
Moltes d'aquestes actuacions en directe estan disponibles online en les xarxes p2p.
Algunes de les més populars són:
- Miss Kittin & Vitalic - Live @ Fuse 2002
- Gigolo Night @ Montreux Jazz - Vitalic Live & Miss Kittin and The Hacker LivePA
- Vitalic Live @ Studio 88
- Vitalic @ Florida 135 (17-02-07)